# Lista de prefeitos de Curitibanos

Bandeira do município de Curitibanos.

Esta é a lista de prefeitos e vice-prefeitos do município de Curitibanos, estado brasileiro de Santa Catarina.

## Lista

### Intendentes
| Nº | Nome                                             | Início do mandato     | Fim do mandato   |
| 1  | Teodoro Ferreira de Sousa                        | 7 de maio de 1873     | 1885             |
| 2  | Elisário Paim de Sousa                           |                       |                  |
| 3  | Coronel Henrique Pais de Almeida (senior)        | 2 ou 3 períodos       | 1906             |
| 4  | Coronel Francisco Ferreira de Albuquerque        | 1907                  | 1913             |
| 5  | Coronel Marcos Gonçalves de Farias               | 1914                  | 1918             |
| 6  | Major Euclides Ferreira de Albuquerque           | 1º de janeiro de 1919 | 1923             |
| 7  | Tenente coronel Henrique Pais de Almeida (filho) | janeiro de 1923       | dezembro de 1928 |
| 7  | Tenente coronel Henrique Pais de Almeida (filho) | dezembro de 1928      | outubro de 1930  |

### Prefeitos
| Prefeitos | Prefeitos                              | Prefeitos | Prefeitos                     | Prefeitos               | Prefeitos              | Prefeitos                       |
| --------- | -------------------------------------- | --------- | ----------------------------- | ----------------------- | ---------------------- | ------------------------------- |
| N.º       | Nome                                   | Partido   | Vice-prefeito                 | Início do mandato       | Fim do mandato         | Observações                     |
| 1         | Antonio Granemann de Sousa             |           | —                             | outubro de 1930         | maio de 1935           | Prefeito nomeado                |
| 2         | Coronel Graciliano Torquato de Almeida |           |                               | maio de 1935            | setembro de 1937       | Prefeito eleito                 |
| 3         | Alfredo Driessem                       |           | —                             | 28 de setembro de 1937  | 23 de dezembro de 1937 | Prefeito nomeado                |
| —         | Graciliano Torquato de Almeida         |           | —                             | dezembro de 1937        | fevereiro de 1940      | Prefeito nomeado                |
| 4         | Salomão Carneiro de Almeida            |           | —                             | 25 de março de 1940     | 15 de novembro de 1945 | Prefeito nomeado                |
| 5         | Heraclides Vieira Borges               |           | —                             | novembro de 1945        | fevereiro de 1946      | Prefeito nomeado                |
| —         | Salomão Carneiro de Almeida            |           | —                             | 21 de fevereiro de 1946 | 9 de maio de 1947      | Prefeito nomeado                |
| 6         | Lauro Antonio Costa                    |           | —                             | 9 de maio de 1947       | 15 de julho de 1947    | Prefeito nomeado                |
| 7         | Luis Balem                             |           | —                             | 4 de agosto de 1947     | 13 de dezembro de 1947 | Prefeito nomeado                |
| —         | Salomão Carneiro de Almeida            |           |                               | 13 de dezembro de 1947  | janeiro de 1951        | Prefeito eleito                 |
| —         | Lauro Antonio da Costa                 |           |                               | janeiro de 1951         | janeiro de 1956        | Prefeito eleito                 |
| —         | Antonio Granemann de Sousa             |           |                               | 31 de janeiro de 1956   | 17 de junho de 1956    |                                 |
| 8         | Ewaldo Amaral                          | UDN       |                               | 17 de junho de 1956     | 13 de janeiro de 1959  |                                 |
| 9         | José Bruno Hartmann                    |           |                               | 21 de janeiro de 1959   | 31 de janeiro de 1961  |                                 |
| 10        | Doutor Helio Anjos Ortiz               |           |                               | 31 de janeiro de 1961   | 31 de janeiro de 1966  | Prefeito eleito                 |
| 11        | Wilmar Ortigari                        |           |                               | 31 de janeiro de 1966   | janeiro de 1970        | Prefeito eleito                 |
| —         | Doutor Hélio Anjos Ortiz               |           | Heitor Anjos Maciel           | janeiro de 1970         | janeiro de 1973        | Prefeito e vice eleitos         |
| 12        | Onofre Santo Agostini                  | ARENA     | Heins Albert Reichert         | janeiro de 1973         | janeiro de 1977        | Prefeito e vice eleitos         |
| —         | Wilmar Ortigari                        | ARENA     | Osny Bitencourt Batista       | janeiro de 1977         | 31 de janeiro de 1983  | Prefeito e vice eleitos         |
| 13        | Armando Costa                          | PMDB      | Valdir César Baretta          | 1º de fevereiro de 1983 | 31 de dezembro de 1988 | Prefeito e vice eleitos         |
| 14        | Ulysses Gaboardi Filho                 | PMDB      | Generino Fontana              | 1º de janeiro de 1989   | 31 de dezembro de 1992 | Prefeito e vice eleitos         |
| 15        | Generino Fontana                       | PMDB      | Marilúcia Silva da Costa      | 1º de janeiro de 1993   | 31 de dezembro de 1996 | Prefeito e vice eleitos         |
| 16        | Marilúcia da Silva Costa               | PDT       | Wilmar Ortigari               | 1º de janeiro de 1997   | 31 de dezembro de 2000 | Prefeito e vice eleitos         |
| 17        | Generino Fontana                       | PMDB      | José Righes (PMDB)            | 1º de janeiro de 2001   | 31 de dezembro de 2004 | Prefeito e vice eleitos         |
| 18        | Wanderley Teodoro Agostini             | PFL       | Vilmar Izidoro, Viana (PP)    | 1º de janeiro de 2005   | 31 de dezembro de 2008 | Prefeito e vice eleitos         |
| 18        | Wanderley Teodoro Agostini             | DEM       | Joel Vianei Lohn (PR)         | 1º de janeiro de 2009   | 31 de dezembro de 2012 | Prefeito reeleito e vice eleito |
| 19        | José Antonio Guidi, Dudão              | PMDB      | Aldo Dolberth (PT)            | 1º de janeiro de 2013   | 31 de dezembro de 2016 | Prefeito e vice eleitos         |
| 19        | José Antonio Guidi, Dudão              | PMDB      | Roque Stanguerlin (PSD)       | 1º de janeiro de 2017   | 31 de dezembro de 2020 | Prefeito reeleito e vice eleito |
| 20        | Kleberson Luciano Lima                 | MDB       | Daiane Izidoro Popinhak (PSD) | 1º de janeiro de 2021   | 31 de dezembro de 2024 | Prefeito e vice eleitos         |
| 20        | Kleberson Luciano Lima                 | MDB       | Roque Stanguerlin (MDB)       | 1° de janeiro de 2025   | Atualidade             | Prefeito reeleito e vice eleito |

## Histórico eleitoral
| Armando Costa                | 4 815 | PMDB | Votos nominais | 15 934 | 15 934 |        |        |
| Osny Bitencourt Batista      | 5 027 | PDS  | Votos brancos  | 705    | 705    |        |        |
| Luiz Moacir Farias Granemann | 4 596 | PMDB | Votos nulos    | 394    | 394    |        |        |
| Pedro Gesser                 | 794   | PDS  | Fonte:         | Fonte: | Fonte: | Fonte: | Fonte: |
| Alcides de Carli             | 702   | PDS  | Fonte:         | Fonte: | Fonte: | Fonte: | Fonte: |

| Eleição para prefeito em 1988 | Eleição para prefeito em 1988 | Eleição para prefeito em 1988 | Eleição para prefeito em 1988 | Eleição para prefeito em 1988 | Eleição para prefeito em 1988 |
| Candidato                     | Votos                         | Partido                       | Votação                       | Votação                       | Votação                       |
| ----------------------------- | ----------------------------- | ----------------------------- | ----------------------------- | ----------------------------- | ----------------------------- |
| Ulysses Gaboardi Filho        | 7 060                         | PMDB                          | Votos nominais                | 16 602                        | 16 602                        |
| Wilmar Ortigari               | 7 055                         | PDS                           | Votos brancos                 | 4 632                         | 4 632                         |
| Edison de Cezar Felipe        | 2 487                         | PT                            | Votos nulos                   | 366                           | 366                           |
| Fonte:                        |                               |                               |                               |                               |                               |

| Eleição para prefeito em 1992                                      | Eleição para prefeito em 1992 | Eleição para prefeito em 1992 | Eleição para prefeito em 1992 | Eleição para prefeito em 1992 | Eleição para prefeito em 1992 |
| Candidato                                                          | Votos                         | Partido                       | Votação                       | Votação                       | Votação                       |
| ------------------------------------------------------------------ | ----------------------------- | ----------------------------- | ----------------------------- | ----------------------------- | ----------------------------- |
| Generino Fontana (Aliança Democrática Trabalhista - PDT/PMDB/PSDB) | 9 677                         | PMDB                          | Votos nominais                | 20 191                        | 20 191                        |
| Helio Anjos Ortiz Junior (União por Curitibanos - PDC/PDS/PFL)     | 9 507                         | PDS                           | Votos brancos                 | 868                           | 868                           |
| Lelia Maria Borsarini Felipe                                       | 1 007                         | PT                            | Votos nulos                   | 547                           | 547                           |
| Fonte:                                                             |                               |                               |                               |                               |                               |

| Eleição para prefeito em 1996                      | Eleição para prefeito em 1996 | Eleição para prefeito em 1996 | Eleição para prefeito em 1996 | Eleição para prefeito em 1996 | Eleição para prefeito em 1996 |
| Candidato                                          | Votos                         | Partido                       | Votação                       | Votação                       | Votação                       |
| -------------------------------------------------- | ----------------------------- | ----------------------------- | ----------------------------- | ----------------------------- | ----------------------------- |
| Marilucia Silva da Costa (A Vez do Povo - PDT/PPB) | 10 406                        | PDT                           | Votos nominais                | 19 552                        | 19 552                        |
| José Antônio Guidi (Força Popular - PFL/PMDB/PSDB) | 9 146                         | PMDB                          | Votos brancos                 | 325                           | 325                           |
| Fonte:                                             | Fonte:                        | Fonte:                        | Votos nulos                   | 690                           | 690                           |

| Eleição para prefeito em 2000                                | Eleição para prefeito em 2000 | Eleição para prefeito em 2000 | Eleição para prefeito em 2000 | Eleição para prefeito em 2000 | Eleição para prefeito em 2000 |
| Candidato                                                    | Votos                         | Partido                       | Votação                       | Votação                       | Votação                       |
| ------------------------------------------------------------ | ----------------------------- | ----------------------------- | ----------------------------- | ----------------------------- | ----------------------------- |
| Generino Fontana (Retomada do Progresso - PMDB/PRTB)         | 9 290                         | PMDB                          | Votos nominais                | 20 262                        | 20 262                        |
| Aldo Dolberth                                                | 8 208                         | PT                            | Votos brancos                 | 349                           | 349                           |
| Marlei Luiz Perdoncini (Mais Curitibanos - PDT/PFL/PPB/PSDB) | 2 764                         | PSDB                          | Votos nulos                   | 978                           | 978                           |
| Fonte:                                                       |                               |                               |                               |                               |                               |

| Eleição para prefeito em 2004                                            | Eleição para prefeito em 2004 | Eleição para prefeito em 2004 | Eleição para prefeito em 2004 | Eleição para prefeito em 2004 | Eleição para prefeito em 2004 |
| Candidato                                                                | Votos                         | Partido                       | Votação                       | Votação                       | Votação                       |
| ------------------------------------------------------------------------ | ----------------------------- | ----------------------------- | ----------------------------- | ----------------------------- | ----------------------------- |
| Wanderley Teodoro Agostini (Todos por Curitibanos - PDT/PFL/PP/PPS/PSDB) | 8 031                         | PFL                           | Votos nominais                | 22 297                        | 22 297                        |
| Aldo Dolberth (Gente Nova - PL/PSB/PT)                                   | 7 866                         | PT                            | Votos brancos                 | 362                           | 362                           |
| Generino Fontana (Experiência e Modernidade - PMDB/PTB)                  | 6 400                         | PMDB                          | Votos nulos                   | 901                           | 901                           |
| Fonte:                                                                   |                               |                               |                               |                               |                               |

| Eleição para prefeito em 2008                                              | Eleição para prefeito em 2008 | Eleição para prefeito em 2008 | Eleição para prefeito em 2008 | Eleição para prefeito em 2008 | Eleição para prefeito em 2008 |
| Candidato                                                                  | Votos                         | Partido                       | Votação                       | Votação                       | Votação                       |
| -------------------------------------------------------------------------- | ----------------------------- | ----------------------------- | ----------------------------- | ----------------------------- | ----------------------------- |
| Wanderley Teodoro Agostini (Construindo o Futuro - DEM/PP/PR/PSC/PSDB/PTB) | 8 686                         | DEM                           | Votos nominais                | 22 669                        | 22 669                        |
| Aldo Dolberth (É o Novo! Com a Força do Povo - PPS/PT)                     | 7 155                         | PT                            | Votos brancos                 | 503                           | 503                           |
| Vilmar Izidoro (Igualdade para Todos - PDT/PMDB/PV)                        | 6 828                         | PMDB                          | Votos nulos                   | 853                           | 853                           |
| Fonte:                                                                     |                               |                               |                               |                               |                               |

| Eleição para prefeito em 2012                                               | Eleição para prefeito em 2012 | Eleição para prefeito em 2012 | Eleição para prefeito em 2012 | Eleição para prefeito em 2012 | Eleição para prefeito em 2012 |
| Candidato                                                                   | Votos                         | Partido                       | Votação                       | Votação                       | Votação                       |
| --------------------------------------------------------------------------- | ----------------------------- | ----------------------------- | ----------------------------- | ----------------------------- | ----------------------------- |
| José Antônio Guidi (Unidos pelo Povo - PMDB/PDT/PSDB/PPS/PV/DEM/PT/PSC/PHS) | 14 142                        | PMDB                          | Votos nominais                | 22 882                        | 22 882                        |
| Roque Stanguerlin (Curitibanos Sem Parar - PP/PR/PSB/PSD)                   | 8 740                         | PSD                           | Votos brancos                 | 646                           | 646                           |
| Fonte:                                                                      | Fonte:                        | Fonte:                        | Votos nulos                   | 835                           | 835                           |

| Eleição para prefeito em 2016                                                               | Eleição para prefeito em 2016 | Eleição para prefeito em 2016 | Eleição para prefeito em 2016 | Eleição para prefeito em 2016 | Eleição para prefeito em 2016 |
| Candidato                                                                                   | Votos                         | Partido                       | Votação                       | Votação                       | Votação                       |
| ------------------------------------------------------------------------------------------- | ----------------------------- | ----------------------------- | ----------------------------- | ----------------------------- | ----------------------------- |
| José Antônio Guidi (Curitibanos em Primeiro Lugar - PMDB/PRB/PP/SD/PPS/PR/PSC/DEM/PSDB/PSD) | 14 904                        | PMDB                          | Votos nominais                | 20 018                        | 20 018                        |
| Sidnei Furlan, Furlanzinho                                                                  | 5 114                         | PT                            | Votos brancos                 | 1 741                         | 1 741                         |
| Fonte:                                                                                      | Fonte:                        | Fonte:                        | Votos nulos                   | 2 585                         | 2 585                         |

| Eleição para prefeito em 2020                                       | Eleição para prefeito em 2020 | Eleição para prefeito em 2020 | Eleição para prefeito em 2020 | Eleição para prefeito em 2020 | Eleição para prefeito em 2020 |
| Candidato                                                           | Votos                         | Partido                       | Votação                       | Votação                       | Votação                       |
| ------------------------------------------------------------------- | ----------------------------- | ----------------------------- | ----------------------------- | ----------------------------- | ----------------------------- |
| Kleberson Luciano Lima (Coligação PSD/MDB)                          | 12 740                        | MDB                           | Votos nominais                | 21 163                        | 21 163                        |
| Márcio Damiani Poletto de Souza (Coligação PL/PSL/PSDB/PP/PATRIOTA) | 7 793                         | PL                            | Votos brancos                 | 741                           | 741                           |
| Tanner Gindri Pinheiro, Tanner Gaudério                             | 630                           | PODE                          | Votos nulos                   | 864                           | 864                           |
| Fonte:                                                              |                               |                               |                               |                               |                               |